# Iron Butterfly
Iron Butterfly é uma banda estadunidense de hard rock e rock psicodélico, conhecida pelo seu sucesso em 1968, com a música "In-A-Gadda-Da-Vida".

## História
O Iron Butterfly surgiu no cenário musical do final da década de 1960 e ficou caracterizada pelos solos de guitarra, baixo marcante, bateria pesada e teclados que mesclava rock com música sacra. Em meados de 66, a banda saiu de San Diego e foi para Los Angeles, para fazer shows em pequenos clubes. 
Em 1968, assinam contrato com a ATCO e participam de uma turnê com The Doors, Jefferson Airplane, The Grateful Dead, Traffic, The Who e Cream. Lançam o primeiro LP, "Heavy". 
Logo depois, Jerry Penrod, Darry DeLoach e Danny Weis deixaram o grupo e foram substituídos pelo guitarrista Erick Brann, de apenas 17 anos e pelo baixista Lee Dorman, ficando apenas o tecladista, vocalista e líder da banda, Doug Ingle, e o baterista Ron Bushy da formação original.
Ainda em 1968, o Iron Butterfly grava o "In-A-Gadda-Da-Vida", a música homônima tem duração de 17:05 minutos e se tornou o hino dos jovens americanos da época. 
O terceiro LP gravado pelo grupo, "Ball", recebeu o Disco de Ouro. No mesmo ano é lançado "Iron Butterfly Live", último álbum com Erick Brann - em seu lugar entraram Mike Pinera e Larry "Rhino" Reinhardt. 
Em 1970, é gravado "Metamorphosis", já com a nova formação. 
Em 1971, ano que marca a separação do grupo, é lançado "Best of Iron Butterfly - Evolution". 
Em meados dos anos 1970, Erick Brann e Ron Bushy se encontram novamente e gravam os discos "Sun and Steel" e "Schorching Beauty". 
Em 1997, a banda volta em turnês na Europa e Estados Unidos.

## Discografia

### Álbuns de estúdio
| Ano  | Álbum              | Desempenho Billboard 200 | Certificação       |
| ---- | ------------------ | ------------------------ | ------------------ |
| 1968 | Heavy              | 78                       |                    |
| 1968 | In-A-Gadda-Da-Vida | 4                        | - RIAA: 4× platina |
| 1969 | Ball               | 3                        | - RIAA: ouro       |
| 1970 | Metamorphosis      | 16                       |                    |
| 1975 | Scorching Beauty   | 138                      |                    |
| 1975 | Sun and Steel      | —                        |                    |

### Álbuns ao vivo
| Ano  | Álbum                   | Desempenho Billboard 200 |
| ---- | ----------------------- | ------------------------ |
| 1970 | Live                    | 20                       |
| 2011 | Fillmore East 1968      | —                        |
| 2014 | Live at the Galaxy 1967 | —                        |
| 2014 | Live in Copenhagen 1971 | —                        |
| 2014 | Live in Sweden 1971     | —                        |

### Coletâneas
- Evolution: The Best of Iron Butterfly (1971)
- Star Collection (1973)
- Rare Flight (1988)
- Light & Heavy: The Best of Iron Butterfly (1993)

### Singles
| Ano  | Single                                     | Desempenho Billboard Hot 100 | Álbum              |
| ---- | ------------------------------------------ | ---------------------------- | ------------------ |
| 1967 | "Don't Look Down on Me"                    | —                            | Non-album track    |
| 1968 | "Unconscious Power"                        | —                            | Heavy              |
| 1968 | "In-A-Gadda-Da-Vida"                       | 30                           | In-A-Gadda-Da-Vida |
| 1969 | "Soul Experience" b/w "In the Crowds"      | 75                           | Ball               |
| 1969 | "In the Time of Our Lives"                 | 96                           | Ball               |
| 1969 | "I Can't Help But Deceive You Little Girl" | 118                          | Non-album tracks   |
| 1970 | "Easy Rider (Let the Wind Pay the Way)"    | 66                           | Metamorphosis      |
| 1971 | "Silly Sally"                              | —                            | Non-album track    |
| 1975 | "Pearly Gates"                             | —                            | Scorching Beauty   |
| 1975 | "High on a Mountain Top"                   | —                            | Scorching Beauty   |
| 1975 | "Beyond the Milky Way"                     | 108                          | Sun and Steel      |
| 1975 | "I'm Right, I'm Wrong"                     | —                            | Sun and Steel      |

## Integrantes

### Formação atual
- Ron Bushy – bateria, percussão (1966–71, 1974–77, 1978–79, 1982, 1987, 1987–88, 1993-2012, 2014 – presente; convidado - 1982)
- Eric Barnett – guitarra, vocal (1995-2002, 2015–presente)
- Mike Green – percussão, vocal (2015–presente)
- Dave Meros – baixo, vocal (2015–presente; substituto- 2006)
- Phil Parlapiano – teclado, vocal (2015–presente; substituto- 2012)
- Ray Weston – bateria, percussão (2015–presente; substituto- 2010)

### Antigos membros
| - Doug Ingle – órgão, vocal (1966–71, 1978–79, 1983–85, 1987–88, 1994–99) - Danny Weis – guitarra (1966-1967) - Jack Pinney – bateria, percussão (1966) - Greg Willis – baixo (1966) - Darryl DeLoach – vocal (1966-1967; morreu em 2002) - Jerry Penrod – baixo, backing vocal (1966-1967) - Bruce Morse – bateria, percussão (1966) - Lee Dorman – baixo, vocal (1967–71, 1977–78, 1978–85, 1987-2012; morreu em 2012) - Erik Brann – guitarra, vocal (1967–69, 1974–77, 1978–79, 1979–80, 1982, 1987, 1987–89; morreu em 2003) - Mike Pinera - guitarra, vocal (1970-1972, 1978-1979, 1982, 1987, 1993) - Larry "Rhino" Reinhardt, aka El Rhino – guitarra (1969–71, 1977–78, 1978–79, 1981–84, 1989–93; morreu em 2012) - Philip Taylor Kramer – baixo, teclado, vocal (1974–77; morreu em 1995) - Howard Reitzes – teclado, vocal (1974-1975) - Bill DeMartines – teclado, vocal (1975-1977, 1987) - Kevin Karamitros – bateria (1977-1978) - Jimi Henderson – vocal (1977-1978) | - Larry Kiernan – teclado (1977-1978) - David Love – guitarra (1977-1978) - John Leimsider – teclado (1978, 1979, 1981-1982) - Keith Ellis – baixo (1978; morreu em 1978) - Bobby Caldwell – bateria, percussão (1979, substituto em 1984) - Bobby Hasbrook – guitarra, vocal (1978-1982) - Nathan Pino – teclado (1979) - Zam Johnson – bateria, percussão (1980) - Tim Kislan – teclado (1980) - Starz Vanderlocket – percussão, vocal (1980) - Luke – percussão, (1981-1982, 1982-1983) - Jimmy Rock – bateria (1981-1982) - Randy Skirvin – guitarra,vocal (1981-1982) - Guy Babylon – teclado (1982-1983; morreu em 2009) - Jan Uvena – bateria, percussão (1982) - John Shearer – bateria (1982-1983) - Jerry Sommers – bateria, percussão (1983) - Rick Rotante – bateria, percussão (1983-1984) - Lenny Campanero – bateria (1984-1985) - Steve Fister – guitarra, backing vocal (1984-1985) - Kurtis Teal – baixo (1985; morreu em 1985) | - Kelly Reubens – baixo (1987) - Tim Von Hoffman – teclado (1987) - Glen Rappold – guitarra, baixo, vocal (1987) - Ace Baker – teclado (1987) - Sal Rodriguez – bateria (1987, 1988) - Jim Von Buelow – guitarra (1987) - Bob Birch – baixo (1987; morreu em 2012) - Doug Jackson – guitarra (1987) - Lyle T. West – vocal (1987) - Derek Hilland – teclado, backing vocal (1988-1990, 1993-1997; substituto em 2003) - Kenny Suarez – bateria, percussão (1988-1992) - Steve "Mick" Feldman – vocal (1988-1990) - Robert Tepper – vocal (1990) - Burt Diaz – teclado (1992) - Denny Artache – guitarra, vocal (1993) - Doug Bossey – guitarra (1994-1995) - Damian Bujanda – teclado, vocal (1999) - Larry Rust – teclado, vocal (1999-2005) - Charlie Marinkovich – guitarra, vocal (2002-2012) - Martin Gerschwitz - teclado, vocal (2005-2012) |

Músicos de apoio
- Manny Bertematti – bateria, percussão (substituto em  1971)
- Donny Vosburgh - bateria (participação - 1987)
- Doug Freedman - bateria, percussão (substituto em  1989)
- Joanne Montana – backing vocal (ao vivo -  1989)
- Cecelia Noel – backing vocal (ao vivo - 1989)
- Oly Larios - baixo (substituto em 2001)
- Ken Chalupnik – baixo (substituto em 2006)